# ブレイク・テイラー
ブレイク・マイケル・テイラー（Blake Michael Taylor, 1995年8月17日 - ）は、アメリカ合衆国カリフォルニア州オレンジ郡オレンジ出身のプロ野球選手（投手）。左投左打。MLBのヒューストン・アストロズ所属。

## 経歴

### プロ入りとパイレーツ傘下時代
2013年のMLBドラフト2巡目（全体51位）でピッツバーグ・パイレーツから指名され、プロ入り。契約後、傘下のルーキー級ガルフ・コーストリーグ・パイレーツでプロデビュー。8試合（先発7試合）に登板して0勝2敗、防御率2.57、13奪三振を記録した。

### メッツ傘下時代
2014年6月14日、4月18日に行われたアイク・デービスとのトレードの後日発表選手としてニューヨーク・メッツへ移籍した。移籍後は傘下のルーキー級ガルフ・コーストリーグ・メッツとアパラチアンリーグのルーキー級キングスポート・メッツでプレーし、2球団合計で11試合（先発8試合）に登板して4勝1敗、防御率3.95、30奪三振を記録した。
2015年はルーキー級ガルフ・コーストリーグ・メッツとA-級ブルックリン・サイクロンズでプレーし、2球団合計で5試合（先発2試合）に登板して防御率2.25、8奪三振を記録した。
2016年はルーキー級キングスポートでプレーし、5試合に登板して1セーブ、防御率4.15、12奪三振を記録した。また、第4回WBC予選のイギリス代表に選出された。イギリスは敗退して、本大会進出はならなかった。
2017年はA級コロンビア・ファイヤーフライズでプレーし、18試合（先発17試合）に登板して1勝9敗、防御率4.94、72奪三振を記録した。
2018年はA+級セントルーシー・メッツとAAA級ラスベガス・フィフティワンズでプレーし、2球団合計で19試合（先発18試合）に登板して3勝8敗、防御率5.40、83奪三振を記録した。
2019年はA+級セントルーシー、AA級ビンガムトン・ランブルポニーズ、AAA級シラキュース・メッツでプレーし、3球団合計で40試合に登板して2勝3敗10セーブ、防御率2.16、74奪三振を記録した。オフにはアリゾナ・フォールリーグに参加し、スコッツデール・スコーピオンズに所属した。11月4日にはメジャー契約を結んで40人枠入りした。

### アストロズ時代
2019年12月5日にジェイク・マリスニックとのトレードで、ケネディ・コロナと共にヒューストン・アストロズへ移籍した。
2020年はメジャーの開幕ロースター入りを果たした。7月24日のシアトル・マリナーズとのシーズン開幕戦でメジャーデビュー。この年はメジャーで22試合に登板して2勝1敗、防御率2.18、17奪三振を記録した。

## 選手としての特徴
速球とスライダーだけで投げるツーピッチ・ピッチャーである。

## 人物
父親はイングランド出身で、家庭ではイギリス式に育ち、たくさんの紅茶を飲み、たくさんのカレーを食べて育った。そのため、WBCにはイギリス代表で参加していた。
スクーバダイビングをして育った影響でかつての夢はNavy SEALsになることだった。

## 詳細情報

### 年度別投手成績
| 年 度    | 球 団    | 登 板 | 先 発 | 完 投 | 完 封 | 無 四 球 | 勝 利 | 敗 戦 | セ 丨 ブ | ホ 丨 ル ド | 勝 率 | 打 者 | 投 球 回 | 被 安 打 | 被 本 塁 打 | 与 四 球 | 敬 遠 | 与 死 球 | 奪 三 振 | 暴 投 | ボ 丨 ク | 失 点 | 自 責 点 | 防 御 率 | W H I P |
| -------- | -------- | ----- | ----- | ----- | ----- | -------- | ----- | ----- | -------- | ----------- | ----- | ----- | -------- | -------- | ----------- | -------- | ----- | -------- | -------- | ----- | -------- | ----- | -------- | -------- | ------- |
| 2020     | HOU      | 22    | 0     | 0     | 0     | 0        | 2     | 1     | 0        | 5           | .667  | 87    | 20.2     | 13       | 2           | 12       | 1     | 0        | 17       | 1     | 1        | 7     | 5        | 2.18     | 1.21    |
| 2021     | HOU      | 51    | 0     | 0     | 0     | 0        | 4     | 4     | 0        | 5           | .500  | 188   | 42.2     | 38       | 6           | 22       | 2     | 0        | 41       | 5     | 0        | 19    | 15       | 3.16     | 1.41    |
| MLB：2年 | MLB：2年 | 73    | 0     | 0     | 0     | 0        | 6     | 5     | 0        | 10          | .545  | 275   | 63.1     | 51       | 8           | 34       | 3     | 0        | 58       | 6     | 1        | 26    | 20       | 2.84     | 1.34    |

- 2021年度シーズン終了時

### 背番号
- 62（2020年 - ）

### 代表歴
- 2017 ワールド・ベースボール・クラシック予選 イギリス代表